# رونالد د. ستيوارت
رونالد د. ستيوارت هو سياسي كندي، ولد في 1943.